# Kerékpározás az 1996. évi nyári olimpiai játékokon
Az 1996. évi nyári olimpiai játékokon a kerékpározás versenyei tizennégy számból álltak.

## Éremtáblázat
A rendező ország csapata eltérő háttérszínnel, az egyes számoszlopok legmagasabb értéke, vagy értékei vastagítással kiemelve.
| Az 1996. évi nyári olimpiai játékok éremtáblázata kerékpározásban | Az 1996. évi nyári olimpiai játékok éremtáblázata kerékpározásban | Az 1996. évi nyári olimpiai játékok éremtáblázata kerékpározásban | Az 1996. évi nyári olimpiai játékok éremtáblázata kerékpározásban | Az 1996. évi nyári olimpiai játékok éremtáblázata kerékpározásban | Olimpia  |
| ----------------------------------------------------------------- | ----------------------------------------------------------------- | ----------------------------------------------------------------- | ----------------------------------------------------------------- | ----------------------------------------------------------------- | -------- |
|                                                                   | Ország                                                            | Arany                                                             | Ezüst                                                             | Bronz                                                             | Összesen |
| 1.                                                                | Franciaország (FRA)                                               | 5                                                                 | 3                                                                 | 1                                                                 | 9        |
| 2.                                                                | Olaszország (ITA)                                                 | 4                                                                 | 1                                                                 | 0                                                                 | 5        |
| 3.                                                                | Hollandia (NED)                                                   | 1                                                                 | 1                                                                 | 1                                                                 | 3        |
| 4.                                                                | Oroszország (RUS)                                                 | 1                                                                 | 1                                                                 | 0                                                                 | 2        |
| 4.                                                                | Spanyolország (ESP)                                               | 1                                                                 | 1                                                                 | 0                                                                 | 2        |
| 4.                                                                | Svájc (SUI)                                                       | 1                                                                 | 1                                                                 | 0                                                                 | 2        |
| 7.                                                                | Németország (GER)                                                 | 1                                                                 | 0                                                                 | 1                                                                 | 2        |
|                                                                   |                                                                   |                                                                   |                                                                   |                                                                   |          |
| 8.                                                                | Kanada (CAN)                                                      | 0                                                                 | 2                                                                 | 3                                                                 | 5        |
| 9.                                                                | Egyesült Államok (USA)                                            | 0                                                                 | 2                                                                 | 1                                                                 | 3        |
| 10.                                                               | Ausztrália (AUS)                                                  | 0                                                                 | 1                                                                 | 4                                                                 | 5        |
| 11.                                                               | Dánia (DEN)                                                       | 0                                                                 | 1                                                                 | 0                                                                 | 1        |
|                                                                   |                                                                   |                                                                   |                                                                   |                                                                   |          |
| 12.                                                               | Nagy-Britannia (GBR)                                              | 0                                                                 | 0                                                                 | 2                                                                 | 2        |
| 13.                                                               | Japán (JPN)                                                       | 0                                                                 | 0                                                                 | 1                                                                 | 1        |
|                                                                   |                                                                   |                                                                   |                                                                   |                                                                   |          |
| Összesen                                                          | Összesen                                                          | 14                                                                | 14                                                                | 14                                                                | 42       |

## Férfi

### Érmesek

#### Országúti számok
| Az 1996. évi nyári olimpiai játékok érmesei országúti kerékpározásban |                                                                |                                              |                                                |
| Versenyszám                                                           | Arany                                                          | Ezüst                                        | Bronz                                          |
| Férfi országúti mezőnyverseny (221.85 km)                             | Pascal Richard · Svájc (SUI) · 4:53:56 · 45,288 átlag          | Rolf Sørensen · Dánia (DEN) · azonos idő     | Max Sciandri · Nagy-Britannia (GBR) · +2 mp    |
| Időfutam (52.2 km)                                                    | Miguel Indurain · Spanyolország (ESP) · 1:04.05 · 48,873 átlag | Abraham Olano · Spanyolország (ESP) · +12 mp | Chris Boardman · Nagy-Britannia (GBR) · +31 mp |

#### Pálya-kerékpározás
| Az 1996. évi nyári olimpiai játékok érmesei pálya-kerékpározásban |                                                                                                   |                                                                                         |                                                                                      |
| Versenyszám                                                       | Arany                                                                                             | Ezüst                                                                                   | Bronz                                                                                |
| Repülőverseny                                                     | Jens Fiedler · Németország (GER)                                                                  | Marty Northstein · Egyesült Államok (USA)                                               | Curtis Harnett · Kanada (CAN)                                                        |
| 1000 m időfutam                                                   | Florian Rousseau · Franciaország (FRA) · 1:02.712 · 57,405 átlag                                  | Erin Hartvell · Egyesült Államok (USA) · 1:02.940                                       | Dzsumondzsi Takanobu · Japán (JPN) · 1:03.261                                        |
| 4000 m egyéni üldözőverseny                                       | Andrea Collinelli · Olaszország (ITA)                                                             | Philippe Ermenault · Franciaország (FRA)                                                | Bradley McGee · Ausztrália (AUS)                                                     |
| Egyéni pontverseny                                                | Silvio Martinello · Olaszország (ITA) · 24                                                        | Brian Walton · Kanada (CAN) · 23                                                        | Stuart O’Grady · Ausztrália (AUS) · 17                                               |
| Férfi 4000 méter csapat üldözőverseny                             | Franciaország (FRA) · Chistophe Capelle · Philippe Ermenault · Jean-Michel Monin · Francis Moreau | Oroszország (RUS) · Eduard Gricun · Nyikolaj Kuznyecov · Alekszej Markov · Anton Santir | Ausztrália (AUS) · Brett Aitken · Stuart O’Grady · Timothy O'Shannessey · Dean Woods |

#### Hegyi-kerékpározás
| Az 1996. évi nyári olimpiai játékok érmesei férfi hegyi-kerékpározásban |                                                           |                                             |                                                 |
| Versenyszám                                                             | Arany                                                     | Ezüst                                       | Bronz                                           |
| Hegyikerékpár                                                           | Bart Brentjens · Hollandia (NED) · 2:17:38 · 21,239 átlag | Thomas Frischknecht · Svájc (SUI) · 2:20:14 | Miguel Martinez · Franciaország (FRA) · 2:20:26 |

## Női

### Érmesek

#### Országúti számok
| Az 1996. évi nyári olimpiai játékok érmesei országúti kerékpározásban |                                                                       |                                                      |                                      |
| Versenyszám                                                           | Arany                                                                 | Ezüst                                                | Bronz                                |
| Egyéni országúti (104.4 km)                                           | Jeannie Longo-Ciprelli · Franciaország (FRA) · 2:26:13 · 40,098 átlag | Imelda Chiappa · Olaszország (ITA) · +25 mp          | Clara Hughes · Kanada (CAN) · +31 mp |
| Egyéni időfutam (26.1 km)                                             | Zulfija Zabirova · Oroszország (RUS) · 36:40                          | Jeannie Longo-Ciprelli · Franciaország (FRA) · 37:00 | Clara Hughes · Kanada (CAN) · 37:13  |

#### Pálya-kerékpározás
| Az 1996. évi nyári olimpiai játékok érmesei pálya-kerékpározásban |                                             |                                       |                                            |
| Versenyszám                                                       | Arany                                       | Ezüst                                 | Bronz                                      |
| Repülőverseny                                                     | Félicia Ballanger · Franciaország (FRA)     | Michelle Ferris · Ausztrália (AUS)    | Ingrid Haringa · Hollandia (NED)           |
| 3000 m egyéni üldözőverseny                                       | Antonella Bellutti · Olaszország (ITA)      | Marion Clignet · Franciaország (FRA)  | Judith Arndt · Németország (GER)           |
| Pontverseny                                                       | Nathalie Lancien · Franciaország (FRA) · 24 | Ingrid Haringa · Hollandia (NED) · 23 | Lucy Tyler-Sharman · Ausztrália (AUS) · 17 |

#### Hegyi-kerékpározás
| Az 1996. évi nyári olimpiai játékok érmesei női hegyi-kerékpározásban |                                           |                                       |                                                   |
| Versenyszám                                                           | Arany                                     | Ezüst                                 | Bronz                                             |
| Hegyikerékpár                                                         | Paola Pezzo · Olaszország (ITA) · 1:50:50 | Alison Sydor · Kanada (CAN) · 1:51:58 | Susan Demattei · Egyesült Államok (USA) · 1:52:36 |